# Aleksandra Bechtel

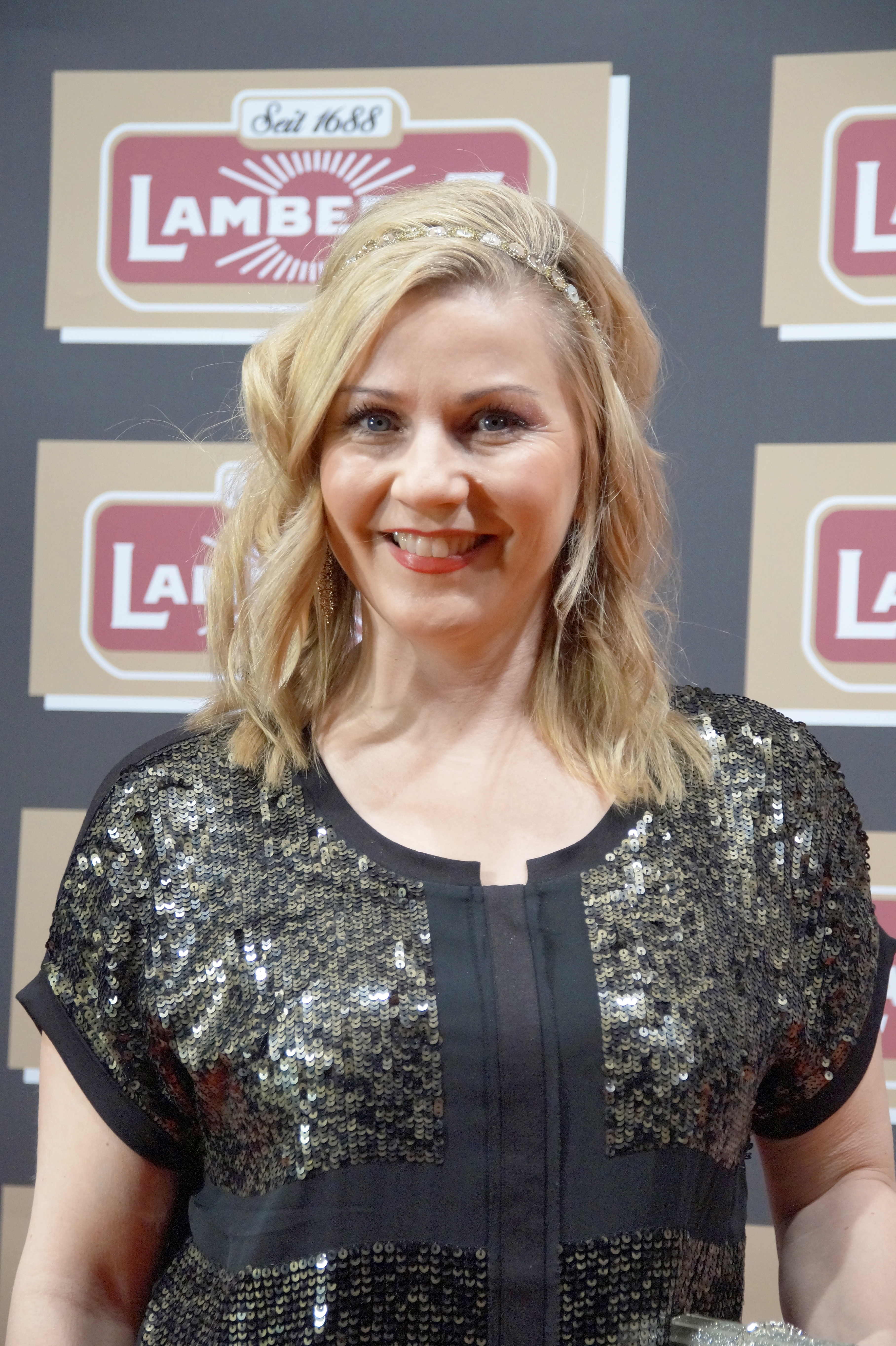
Aleksandra Bechtel (2016)

Aleksandra „Aleks“ Martha Justine Bechtel (ur. 1 października 1972 w Hilden) – niemiecka prezenterka telewizyjna.
Córka niemieckiego prawnika i fińskiej nauczycielki. Zadebiutowała jako prezenterka telewizyjna w 1993 roku w programie muzycznym VIVA. Prowadziła wiele programów, między innymi niemiecki Big Brother.

## Programy

### VIVA
- 1993–1995: Was geht ab
- 1995–1999: Interaktiv
- 1999: Amica TV

### RTL
- 1994 -1995: Unter Uns
- 1997: Disney Time Special London
- 1998: Blue Box
- 2001–2002: Big Brother – Family & Friends
- 2001–2002: Big Brother – Die Entscheidung
- 2001: House of Love
- 2002: Walt Disney Themenpark

### Super RTL
- 2005: Das große ABC …

### ZDF
- 1999: Wenn Teenager träumen
- 2002: Biene Maja Gala
- 2002: SWR3 New Pop Festival

### Sat.1
- 2003: Neo, Der Deutsche Internet-Award 2003
- 2003: Star Search Spezial
- 2003: Pop 2003, Musikalischer Jahresrückblick
- 2003: blitz-Spezial „Tribute to Bambi“
- 2003–2005: Sketch Mix
- 2004: Neo, Der Deutsche Internet-Award 2004
- 2004: Star Search 2 Spezial

### ProSieben
- 2003–2004: Disney Filmparade

### RTL II
- 1997–1998: Bitte lächeln
- 2001: Die neuen Fernsehmacher
- 2001–2002: Big Brother – Family and Friends
- 2003: Big Brother – The Battle
- 2005: Big Brother – Die Entscheidung
- 2007: Silvestergala vom Brandenburgertor
- 2008: Heirate mich! Geheimprojekt Traumhochzeit
- 2008: 3. Oktober – Tag der Deutschen Einheit – Live am Brandenburger Tor
- 2009–2010: Die neue Hitparade
- 2010–2011: Big Brother – Die Entscheidung